# Томислав Шиповац
Томислав Шиповац (Грабовица, 17. октобар 1936 — Шабац, 4. фебруар 2016) био је српски књижевник, песник, историчар, оснивач и први директор Завода за уџбенике и наставна средства Републике Српске.

## Биографија
Томислав Шиповац је рођен у Грабовици код Невесиња у јесен 1936. године. Школовање је започео у поратним годинама у Грабовици, а завршио у Сарајеву, прешавши мучан и тежак пут одрицања и успињања, од бравара из Жељезничко-индустријске школе „Васо Мискин Црни”, наставника српскохрватског језика и књижевности и историје, да би завршио потом студијe филозофије и социологије на Филозофском факултету у Сарајеву, магистрирао на филозофији и публиковао докторску тезу из естетике.
Осим у Сарајеву, где је живео до пост дејтонске сеобе Срба из Сарајева, 1995. године, радио је у Фочи, Брези, Суботици и на Универзитетима у Лењинграду и Минску.
Био је у првој страначкој влади БиХ до избијања грађанског рата 1992. године, у којој је водио Међународни прес центар Републике Српске, а потом је основао Завод за уџбенике и наставна средства Републике Српске и био његов директор до пензионисања 2001. године.

### Књиге песама
- Интонације, Свјетлост Сарајево, 1959.[2]
- Ковница магнета, Веселин Маслеша, Сарајево, 1966.
- Бродарица вила, Веселин Маслеша, Сарајево, 1972.
- Песме за Ољу, Свјетлост, Сарајево, 1974.
- На четири ветра, Свјетлост, Сарајево, 1975.
- Од-говарање смрти, Веселин Маслеша, Сарајево, 1989.
- Судње поље, РИЗ Просвета, С. Сарајево, 1993.
- Халејева комета, Унирекс Подгорица, 1994.
- Разметно огњиште, „Графомарк”, Бањалука, 2004.
- Песме за Ивану, Завод за уџбенике, Српско Сарајево, 2005.[3]
- Досањавана јава, Завод за уџбенике, Српско Сарајево, 2005.[4]
- Врата Арарата, Удружење „Шиповци”, Невесиње, 2014.

### Књиге приповедака
- Мит о Максиму, Свјетлост, Сарајево, 1967.
- Три Јелене, Графомарк, Бања Лука, 2000.

## Романи
- Невесињска пушка, Веселин Маслеша, 1971, друго издање, 27. јули, Сарајево, 1979, треће издање Виком, Градишка, 1996. и четврто издање Удружење Шиповци Невесиње, 2015.[5][6][7]
- 1992., Унирекс Подгорица, 1996.

### Историјске студије
- Уклети круг босанских потурица, Контакт, Бијељина, 1997.
- Бој на Мишару (монографија) Шабац, 2004.
- Поиесис, докторска теза (студија из естетике) Завод за уџбенике, С. Сарајево, 2002.
- Ако није васкрснуо, Контакт М, Бијељина, 2010.[8]

### Књиге превода
- Ана Ахматова: Љубавна Русија, (изабране пјесме), Унирекс, 1989. и друго издање, Унирекс, 1995.
- Владимир Висоцки: Ход по распетом нерву, Другари, Сарајево, 1990.; друго издање Завод за уџбенике[9], С. Сарајево, 2002.
- Источни Дучић[10]"( монографија) Јоле Станишић, "Задужбина Ј. Дучића" - Требиње, 2002.

Аутор је Букварнице и Буквара.
Објавио је низ фељтона, међу којима су најзапаженији фељтони о Пушкину, Јесењину и Ани Ахматовој, есеја, студија и других текстова из области уметности, филозофије, културе и историје.
Заступљен је у већем броју српских антологија. Радове је објављивао у многим часописима и листовима у Југославији, Русији, Белорусији, Пољској и Румунији.
О његовим делима писали су: Никола Кољевић, Ристо Трифковић, Антун Шољан, Новица Петковић, Дејан Ђуричковић, Љубомир Цвијетић, Радован Вучковић, Милисав Милићевић, Разија Лагумџија, Мирослав Радовановић, Момчило Голијанин, Гедеон Стајић, Сава Ћеклић, Митар Миљановић, Стево Ћосовић, Душан Зуровац, Мирослав Петровић, Радован Ждрале, Миодраг Сибиновић, Милорад Блечић и др.